# Minneberg

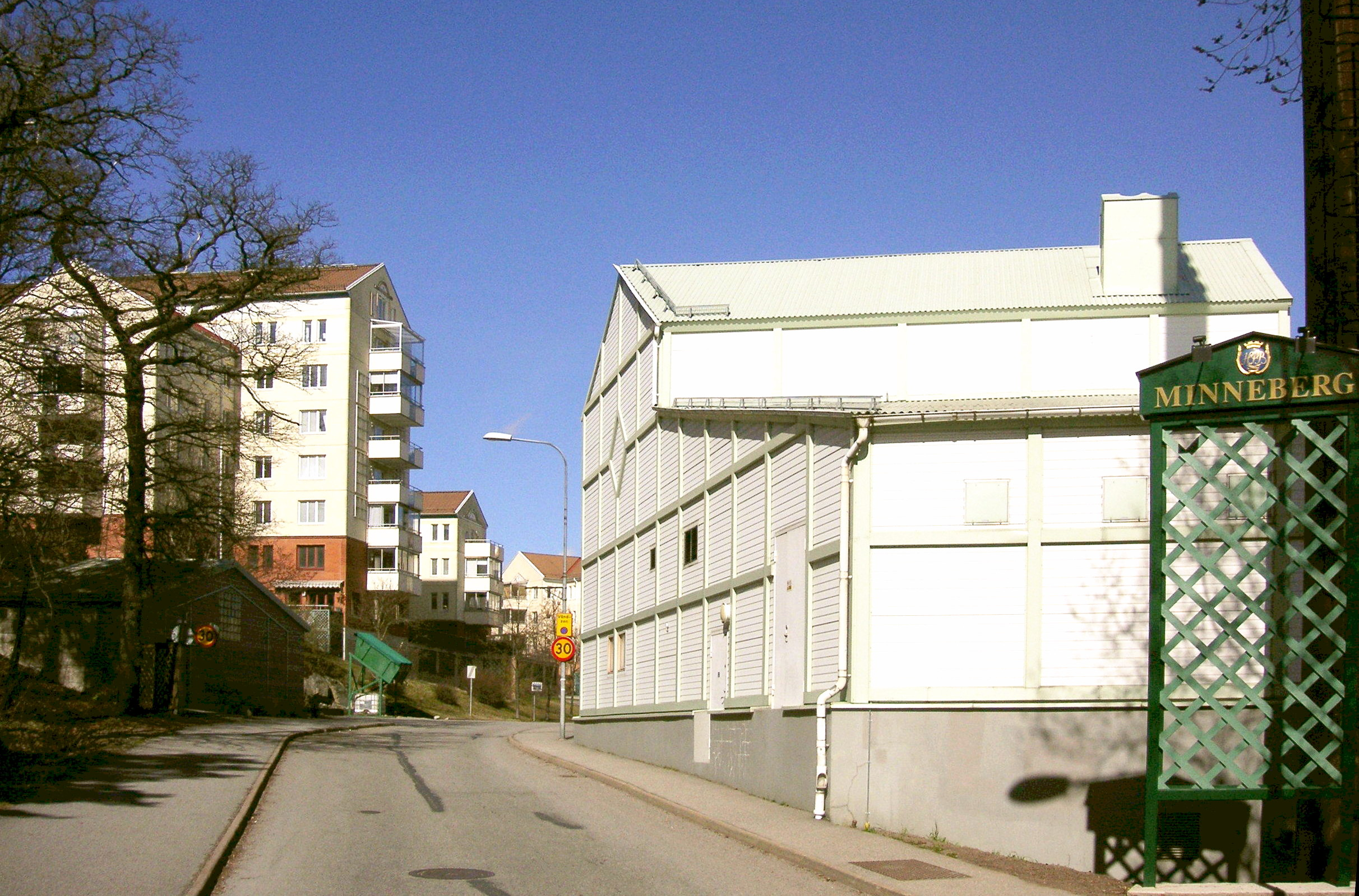
Infarten till Minneberg 2008

Minneberg är ett informellt område inom stadsdelen Traneberg i Bromma i Västerort i Stockholms kommun. Det nya bostadsområdet i Minneberg började byggas hösten 1984. Bostadsområdet med de planerade 916 lägenheterna och bostadsrätterna (idag är det 938 lägenheter och bostadsrätter) blev helt färdigt för inflyttning våren 1987.

## Planering och arkitektur
Först låg fokus på bostadshus kring en park. Arkitekt för planritningen av bostadsområdet i Minneberg var Jan Inghe. Han var anställd av Stadsbyggnadskontoret, Stockholms stad från 1970 och han kom att bosätta sig i Minneberg under tio år. Jan Inghes symmetriska stadsplan låg klar 1980. Året därpå vann planen för Minneberg laga kraft. Efter att planen fastställts genomfördes en total entreprenörstävling som Ohlsson & Skarne vann och Ohlsson & Skarne, Brunnbergsgruppen fick arkitektuppdraget. Den täta planen var välorganiserad tyckte arkitekterna  och detta var en förutsättning för att få marken att räcka till. "Stickgatorna var täta, torgen små, liksom innegårdarna". Terrasshusen var en förutsättning för parkeringshusens utformning och placering, men i Ohlsson & Skarnes förslag prutades terrasshusen bort och parkeringshusen fick därmed sjöläge. Nyckelbegrepp i planen var rumslighet, enkelhet, klarhet och variation. Arbetarbyn skulle enligt planen sparas, frånsett några hus som revs. Planen blev slutligen en "halvöppen struktur, som var byggd på den postmoderna symmetriska idén, med tre parallellbitar och tre olika hustyper i en sorts gågatustadsdel". För arkitekterna har Minnebergs silhuett varit väsentlig. Minnebergs postmodernistiska kännetecken är de dekorativa utsmyckningarna med märken på husgavlarna, pelararkaderna, portikerna, randade specialbalkonger (vid torget är balkongerna rundade med pilastrar), specialfönster och etagelägenheter på hustopparna.  

## Historik

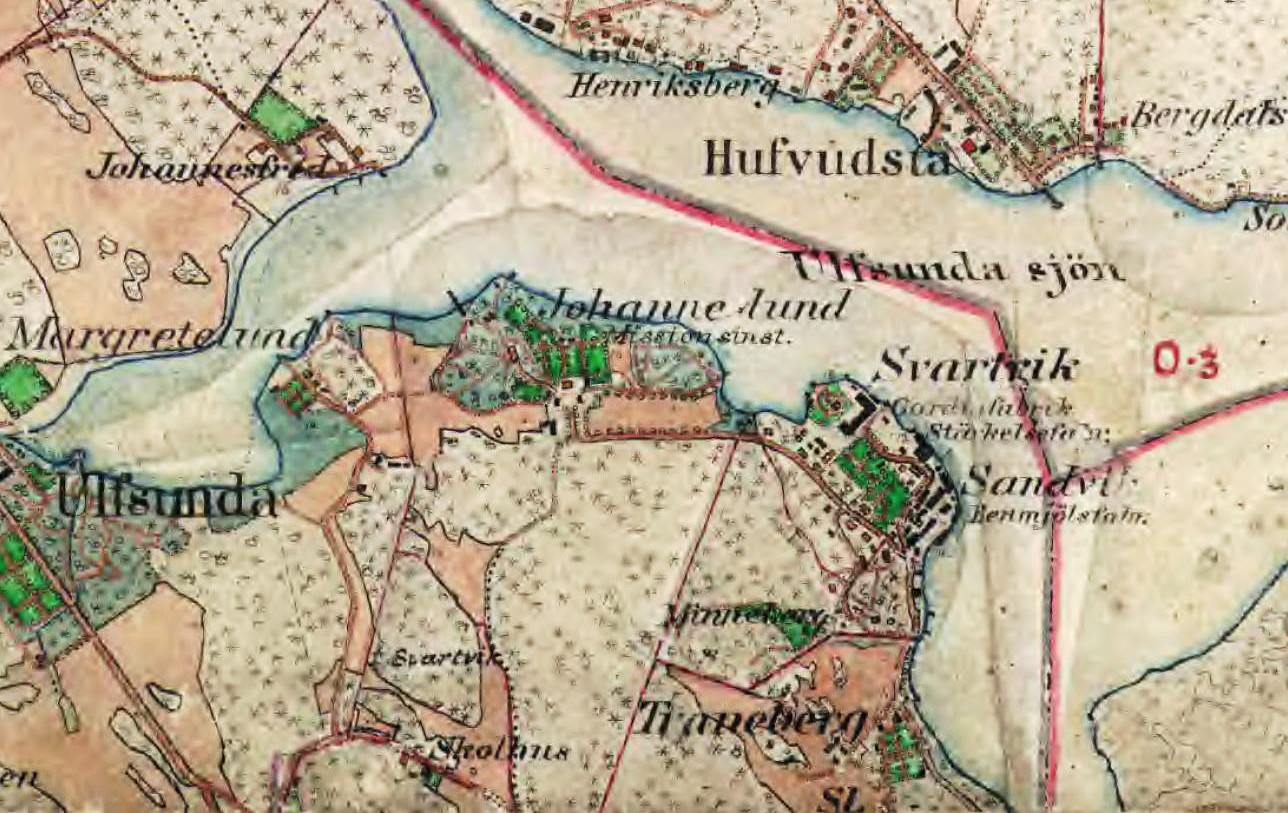
Minneberg, Svartvik, Sandvik 1901.

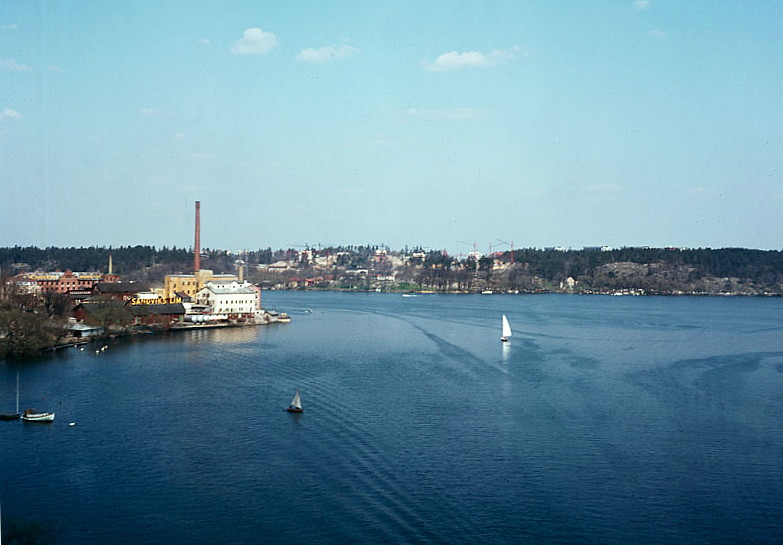
Svartvik fabriken och Ulvsundasjön 1965.

Övre och nedre Minneberg bestod på 1850-talet huvudsakligen av sommarvillor. Övre Minneberg ägdes av grosshandlaren Carl Wilhelm Brink, det var han som var agent för Carnegie Porter i Stockholm. Hans hustru hette Wilhelmina och det är troligen hon som gav området namnet Mineberg, senare Minneberg. Ett äldre namn på området var Svartvik. Svartviksvägen och Svartviks torg påminner om detta.  Minneberg var en lägenhet, alltså en liten som bostad hyrd stuga.
Under 1800-talets andra hälft etablerade sig här flera olika industrier, som färgfabrik, stärkelsefabrik, gardinfabrik och under åren 1856-1877 fanns även Sandviks glasbruk som producerade ölflaskor. AB Skandinaviska Trådgardinsfabriken fanns från slutet av 1800-talet fram till 1956. År 1897 var det flest anställda vid gardinfabriken. 1925 tog Svenska Handelsbanken över fabriken och den fick då namnet Tangens Gardinfabrik AB. 1956 lades fabriken ned och fabriksbyggnaden köptes av Svenska Philips. De sålde fabriken vidare till N K Kristensson, som drev verksamhet där tills byggnaden revs. År 1897 köptes Minneberg av Stockholms Benmjölsfabrik, som tillverkade lim och tvättmedel fram till 1968. Sedan tog kommunen över området.
På 1980-talet hade alla gamla industrianläggningar rivits bort och ett nytt bostadsområde byggdes efter ritningar upprättade av  Brunnberg & Forshed arkitektkontor. Bostadsområdet består idag av fyra bostadsrättsföreningar; Tranan, Svartvik, Sandvik och Tangen.

## Bilder

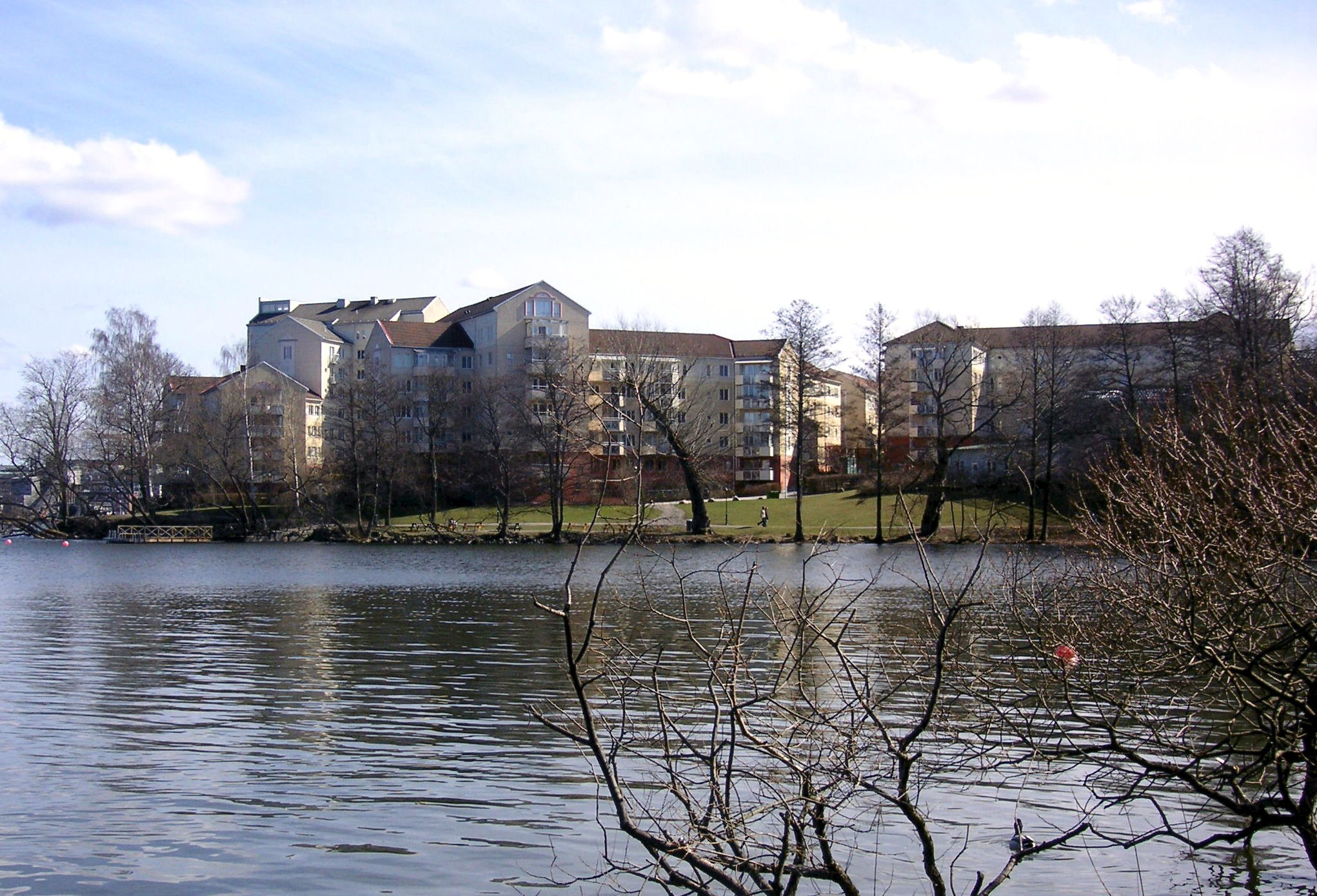
Minnebergs bostadsområde 2008
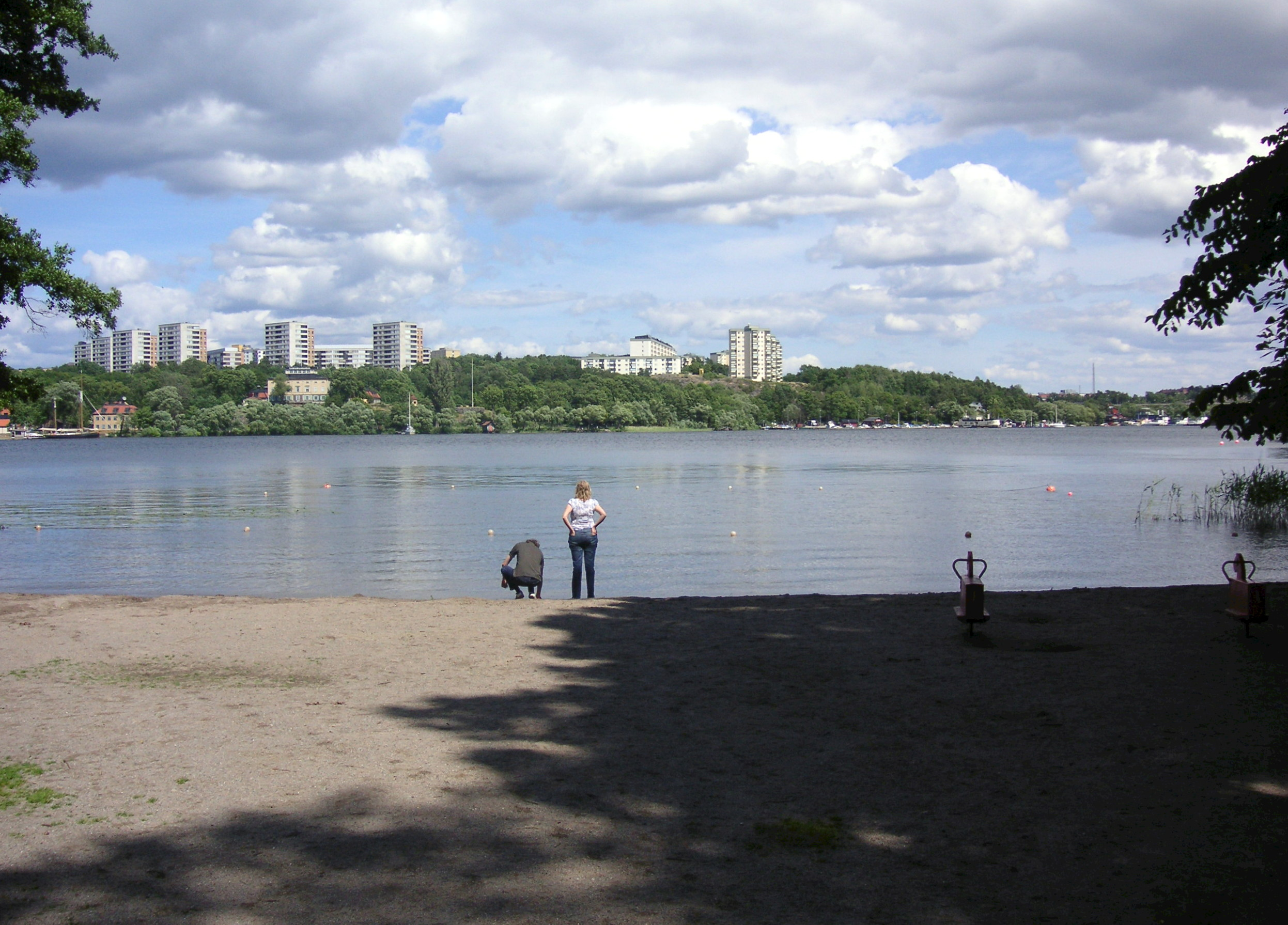
Badplatsen vid Minneberg
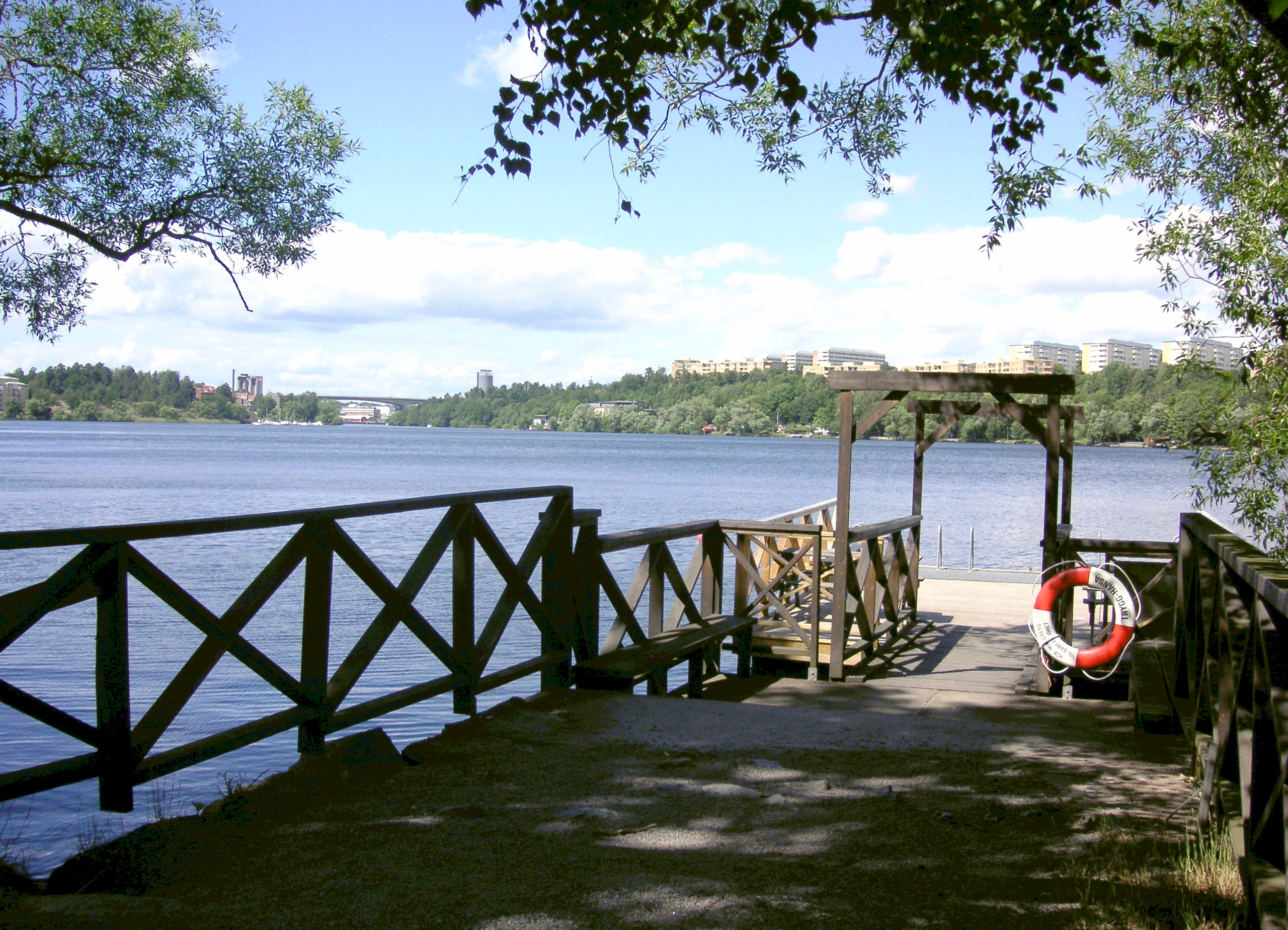
Ulvsundasjön sedd från Minneberg
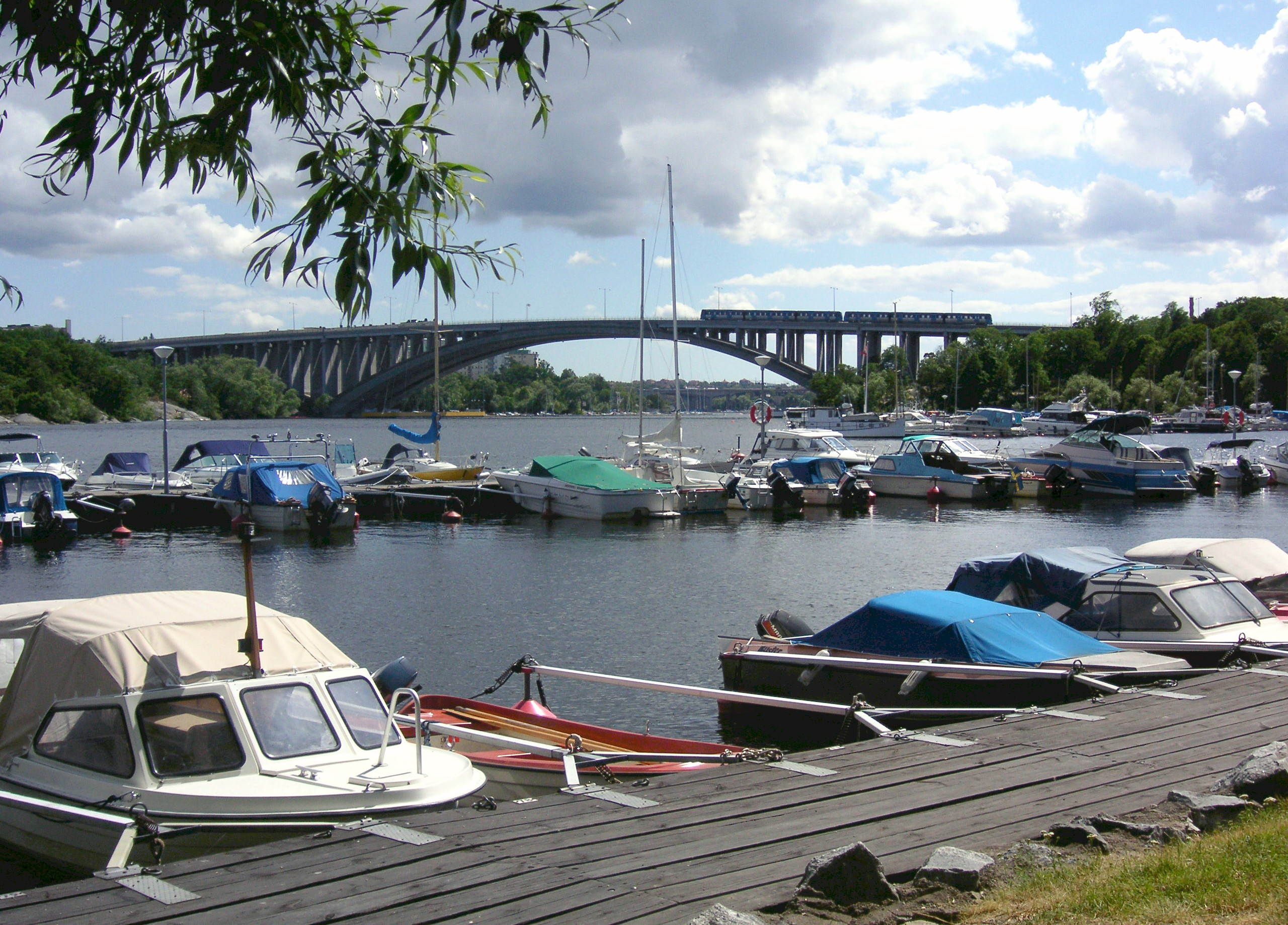
Fritidsbåtar i Ulvsundasjön vid Minneberg
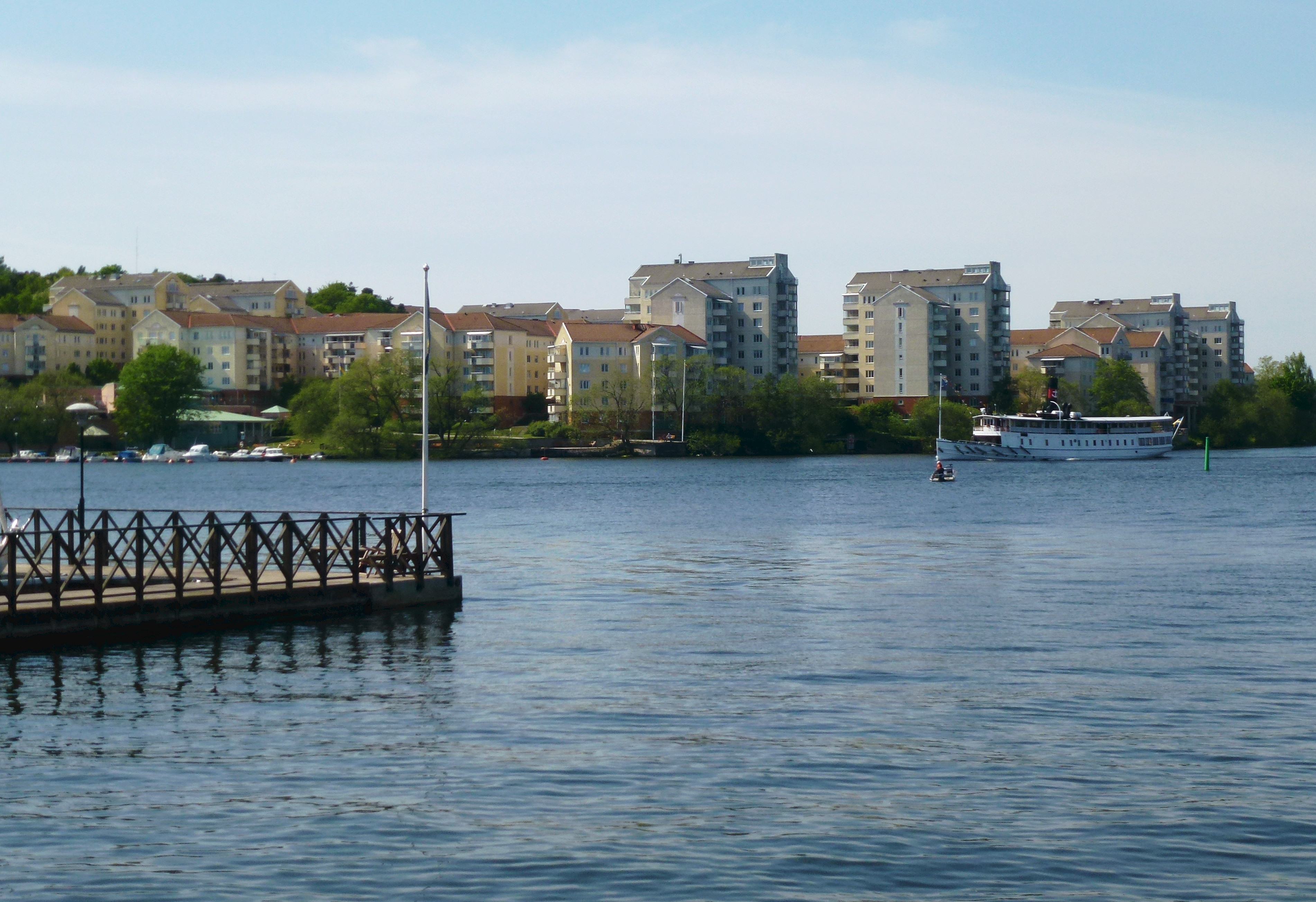
Minneberg sett från Hornsbergs strand

## Källor

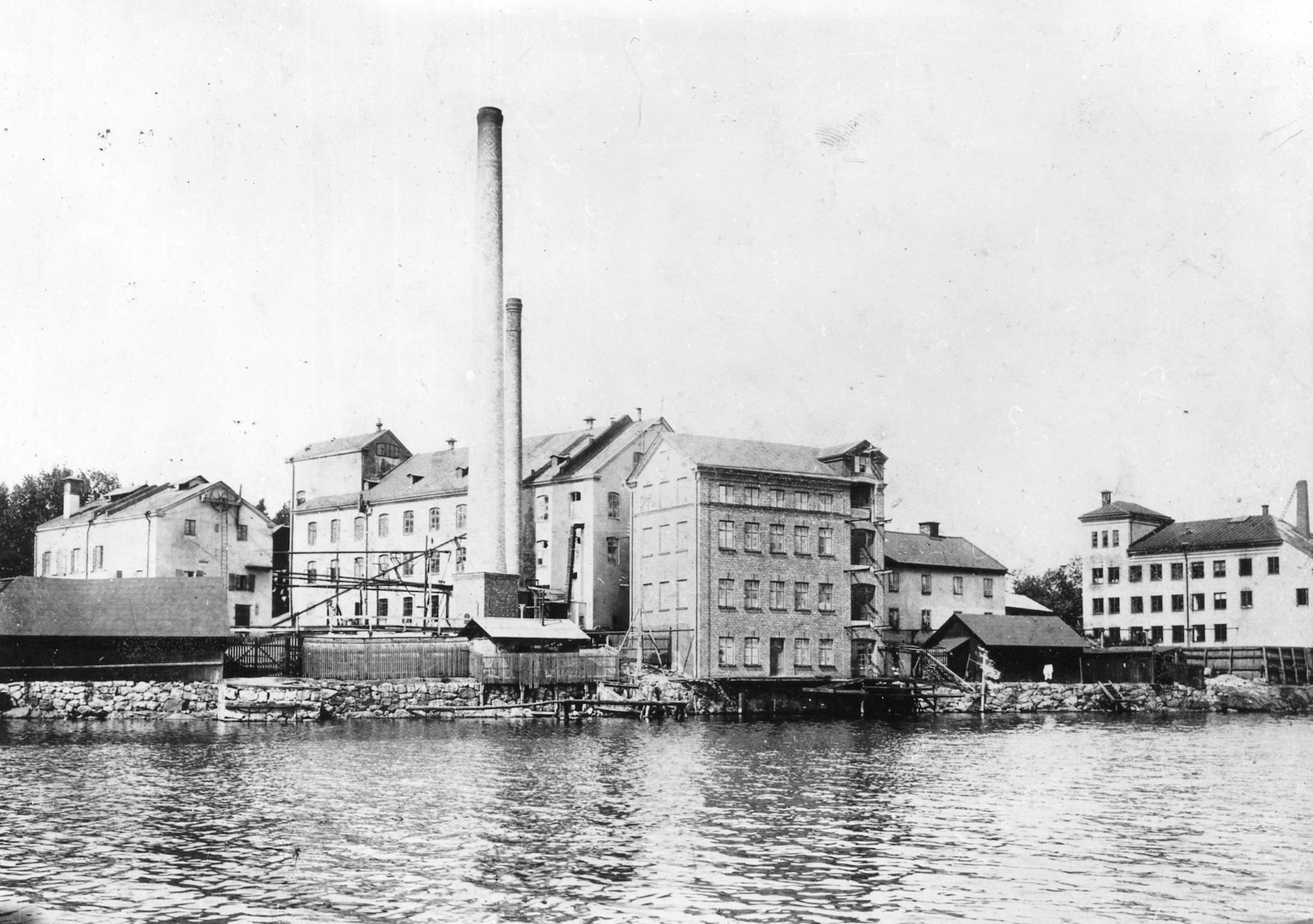
Traneberg omkring 1900.